# オルダーマストン
オルダーマストン（英語: Aldermaston）は、イギリス・イングランド南部バークシャー中部にある村。テムズ川支流のケネット川河谷に位置する。国防省の核兵器機関（AWE、原子兵器研究所）が立地し、しばしば核軍縮キャンペーンなどによる反核運動の舞台となる。